# Hella Roth
Pour les articles homonymes, voir Roth.
Hella Roth (née le 21 septembre 1963) est une joueuse de hockey sur gazon allemande.

## Carrière
Avec l'équipe d'Allemagne de l'Ouest de hockey sur gazon féminin, elle est médaillée d'argent aux Jeux olympiques d'été de 1984.